# Розенов
Розенов (нім. Rosenow) — громада в Німеччині, розташована в землі Мекленбург-Передня Померанія. Входить до складу району Мекленбургіше-Зенплатте. Складова частина об'єднання громад Штафенгаген.
Площа — 31,13 км2. Населення становить 951 ос. (станом на 31 грудня 2020).